# 绍瑟南
绍瑟南（法語：Chaussenans）是法国汝拉省的一个市镇，属于隆莱索涅区（Lons-le-Saunier）波利尼县（Poligny）。该市镇总面积4.4平方公里，2009年时的人口为114人。

## 人口
绍瑟南人口变化图示